# Sooriyamanal
Sooriyamanal é uma vila em Udayarpalayam Tehsil, no distrito de Ariyalur em Tamil Nadu, Índia.

## Demografia
Conforme o censo de 2001, Sooriyamanal tem uma população total de 4386 pessas com 2191 homens e 2195 mulheres.